# Gym Class Heroes

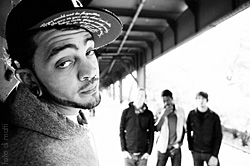
Gym Class Heroes (2008)

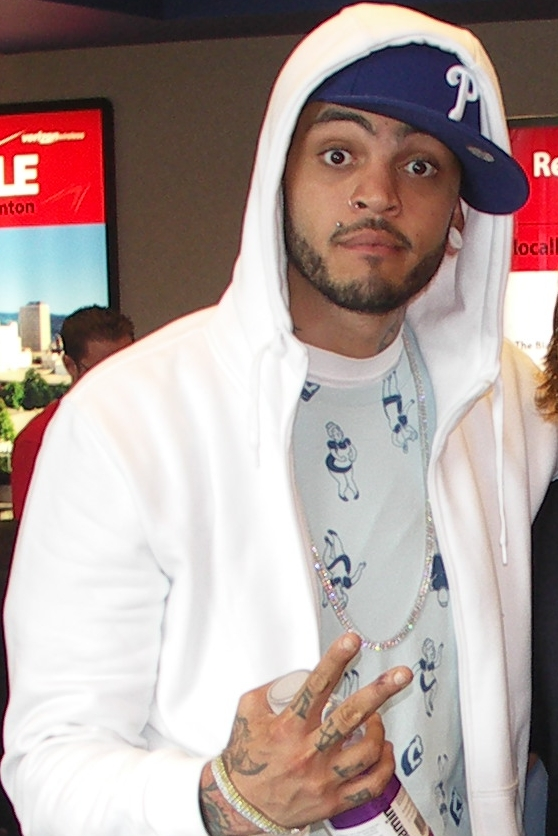
Travie McCoy, Sänger der Band

Gym Class Heroes sind eine Alternative-Hip-Hop-Band aus Geneva, New York.
Die Gruppe wurde im Jahr 1997 von Sänger Travie McCoy und Schlagzeuger Matt McGinley gegründet. Im Laufe der Zeit kamen Gitarrist Disashi Lumumba-Kasongo und Bassist Ryan Geise hinzu. Gym Class Heroes veröffentlichten die selbstproduzierten Alben Hed Candy (1999), Greasy Kids Stuff (2000) und For the Kids (2001), der große Erfolg blieb jedoch aus. 2004 wurde Pete Wentz von Fall Out Boy durch die EP The Papercut Chronicles auf die Gruppe aufmerksam und nahm sie für sein Label Decaydance Records unter Vertrag. In den Jahren 2005 und 2006 war GCH Teil der Warped Tour. Am 4. November 2006 wurde das Album As Cruel as School Children in den USA veröffentlicht. Im Dezember des Jahres kam Cupid’s Chokehold ein Cover des Songs Breakfast in America von Supertramp auf den Markt. Bei der Single, welche sich bereits auf The Papercut Chronicles befand und 2005 erstmals veröffentlicht wurde, gab es wie bei anderen diversen Stücken eine Zusammenarbeit mit Patrick Stump von Fall Out Boy (hierbei für die Backgroundstimme bekannt). Sie erreichte Platz 4 der Billboard-Charts sowie Position 3 in England. Anstatt mit herkömmlichen Instrumenten der Hip-Hop-Produktion zu arbeiten, verwenden GCH Live-Instrumente ähnlich wie beispielsweise die Künstler Stetsasonic, The Roots, k-os und Crown City Rockers.
Bei den MTV Video Music Awards 2007 gewann die Gruppe den Preis in der Kategorie Bester neuer Künstler. Daneben waren sie noch in der Kategorie Best Group nominiert. Bei den MTV Europe Music Awards 2007 waren sie außerdem in der Kategorie Ultimate Urban nominiert.

## Bandgeschichte
MC Travie „Schleprok“ McCoy und Schlagzeuger Matt McGinley wurden Freunde während des Sportunterrichts an ihrer Highschool in Geneva, New York. Der Name der Band spiegelt das wider. Offiziell kam die Band 1997 zusammen. Die ursprüngliche Besetzung der Band spielte auf Geburtstagspartys, Clubs und Festivals, was sie zu zahlreichen Orten im Nordosten brachte, darunter zwei Jahre auf die Warped Tour (2003/2004). Im Laufe des Jahres 2004 wurde Gitarrist Milo Bonacci durch den aktuellen Gitarristen Disashi Lumumba-Kasongo ersetzt. Kurz vor ihren ersten Erfolgen Mitte 2005 verließ Bassist Ryan Geise die Band und wurde durch einen Freund, den Bassisten Eric Roberts, ersetzt. Ersten kleinen Erfolg konnte man mit dem selbstproduzierten Album For the Kids verbuchen, nachdem Leadsänger Travie McCoy das MTV Direct Effect MC Battle gewonnen hatte und als Preis in Styles P.s Video Daddy Get That Cash erschienen war.

### Erfolg in der Indie-Szene
In der Indie-Szene hatten Gym Class Heroes zunehmend Erfolg und entwickelten sich mehr und mehr zu einer Kultband. Ein Online-Entertainment-Netzwerk hatte besonderes Interesse und veröffentlichte einen Video-Tour-Blog. Später folgte ein Interview bei einer Show auf demselben Netzwerk. Diese und weitere Sendungen halfen die Arbeit der Band bekannter zu machen und sie einem breiteren Publikum außerhalb der New Yorker Szene vorzustellen.

### Decaydance Records
Nachdem Patrick Stump von Fall Out Boy den Song Taxi Driver gehört hatte, lud er die Band zu einer seiner Shows ein. Daraufhin kamen sie bei Pete Wentz' Label Decaydance Records, einem Sublabel von Fueled by Ramen, unter Vertrag. McCoy sagte später, dass unter anderem die Unterstützung Patrick Stumps und die familiäre Atmosphäre letztlich dazu geführt hatten.
Bei den Warped Tours jeweils im Sommer 2005 und 2006 traten Gym Class Heroes erneut auf. Eine weitere Tour beendeten sie mit The All-American Rejects am 29. November in Las Vegas. Mit RX Bandits, k-os und P.O.S. waren sie als Headliner auf der Daryl Hall For President Tour '07. Des Weiteren waren sie als Vorband für Gwen Stefanis „The Sweet Escape Tour“ in Australien und Neuseeland während Juli und August 2007 verbucht.
Nach der Verizon Wireless Campus Tour mit The Pack schlossen sie sich der Young Wild Things Tour mit Fall Out Boy, Plain White T’s und Cute Is What We Aim For im Oktober 2007 an.
Gym Class Heroes arbeiteten mit der R&B-Sängerin Kelly Rowland an einem Lied namens Daylight. Das Musikvideo wurde von Jeremy Rall produziert.
2008 waren Gym Class Heroes Teil des Lineups der Vans Warped Tour 2008.

## Diskografie
Studioalben

| Jahr | Titel                       | Höchstplatzierung, Gesamtwochen, AuszeichnungChartplatzierungen (Jahr, Titel, Platzierungen, Wochen, Auszeichnungen, Anmerkungen) | Höchstplatzierung, Gesamtwochen, AuszeichnungChartplatzierungen (Jahr, Titel, Platzierungen, Wochen, Auszeichnungen, Anmerkungen) | Höchstplatzierung, Gesamtwochen, AuszeichnungChartplatzierungen (Jahr, Titel, Platzierungen, Wochen, Auszeichnungen, Anmerkungen) | Höchstplatzierung, Gesamtwochen, AuszeichnungChartplatzierungen (Jahr, Titel, Platzierungen, Wochen, Auszeichnungen, Anmerkungen) | Höchstplatzierung, Gesamtwochen, AuszeichnungChartplatzierungen (Jahr, Titel, Platzierungen, Wochen, Auszeichnungen, Anmerkungen) | Anmerkungen                             |
| Jahr | Titel                       | DE | AT | CH | UK | US | Anmerkungen                             |
| ---- | --------------------------- | --- | --- | --- | --- | --- | --------------------------------------- |
| 2001 | ...For the Kids             | — | — | — | — | — | Erstveröffentlichung: 23. Dezember 2001 |
| 2005 | The Papercut Chronicles     | — | — | — | — | — | Erstveröffentlichung: 22. Februar 2005  |
| 2006 | As Cruel as School Children | — | — | — | UK19 Gold · (14 Wo.)UK | US35 Gold · (41 Wo.)US | Erstveröffentlichung: 25. Juli 2006     |
| 2008 | The Quilt                   | — | — | — | UK41 (2 Wo.)UK | US14 (6 Wo.)US | Erstveröffentlichung: 9. September 2008 |
| 2011 | The Papercut Chronicles II  | — | — | — | UK95 (1 Wo.)UK | US54 (1 Wo.)US | Erstveröffentlichung: 15. November 2011 |